# Calamus sabalensis
Calamus sabalensis är en enhjärtbladig växtart som beskrevs av John Dransfield. Calamus sabalensis ingår i släktet Calamus och familjen Arecaceae. Inga underarter finns listade i Catalogue of Life.